# Anelosimus octavius
Anelosimus octavius là một loài nhện trong họ Theridiidae.
Loài này thuộc chi Anelosimus. Anelosimus octavius được miêu tả năm 2006 bởi Agnarsson.